# 花原大介
花原大介（日语：／ Hanahara Daisuke，1969年12月11日—），日本男子摔跤运动员。他曾代表日本参加亚洲摔跤锦标赛，获得一枚银牌。他也曾参加1992年夏季奥林匹克运动会。